# 第七频道 (门多萨)
门多萨第七频道（西班牙語：Canal 7 de Mendoza），或简称第七频道（El Siete），是阿根廷的一家以门多萨省为主要播出地区的电视台，隶属于美洲集团，该电视台总部位于门多萨省拉斯埃拉斯，开播于1961年2月7日。

## 历史
军人佩德罗·欧亨尼奥·阿兰布鲁于1957年推翻胡安·裴隆政权後，颁布了第15460号法令，对国内广播电视产业实施私有化，同时限制总部位于首都布宜诺斯艾利斯的电视台跨省传输电视讯号，因此，一些商人开始在各省筹备开设电视台。1958年4月28日，阿根廷政府通过第6278号法令，当局授予商人胡安·戈麦斯（Juan Gómez）在门多萨省使用第7频道的許可證，呼號為「LV89」，并使用戈麦斯大厦的第三、第四层作为公司的办公场所，但戈麦斯在电视台成立一年前的1960年便撒手人寰，其家族继续经营电视公司，并于1961年2月7日正式对外开播，成为门多萨地区最早播出的电视台，当时，其电视信号发射机设备的功率为15千瓦，覆盖范围约为60公里，除所在地库约地区外，科尔多瓦省部分地区也能接收到其讯号。1973年，阿根廷政府宣布第七频道的电视执照到期，但电视台并没有停播，1978年，国际足协世界杯在门多萨马尔维纳斯体育场举办赛事期间，第七频道开始彩色转播，1981年6月1日，第七频道的所有节目實現了全彩色播放。